# Бейхай
Бейхай е град в Гуанси-джуански автономен регион, Южен Китай. Населението на целия градски окръг е 1 643 700 жители (по приблизителна оценка от 2016 г.), площта му е 3337 кв. км. Намира се в часова зона UTC+8. Пощенският му код е 536000, телефонния му код е 779. Средната годишна температура е около 23,3 градуса.